# Tiromancino
Tiromancino (ital. tiro mancino, etwa „mieser Trick“) ist eine italienische Pop-Rock-Band um Federico Zampaglione (* 1968), die 1989 in Rom gegründet wurde. Nach vier relativ erfolglosen Alben in den 1990er-Jahren wurde die Gruppe nach der Teilnahme am Sanremo-Festival 2000 sowie mit dem Nummer-eins-Hit Per me è importante 2002 bekannt. Seit ihrer Gründung erlebte sie eine Vielzahl an Besetzungswechseln, wodurch Frontman Zampaglione bis heute das einzige ständige Bandmitglied ist.

## Bandgeschichte
Die Band debütierte 1992 mit dem Album Tiromancyno und veröffentlichte im Lauf der 1990er-Jahre drei weitere Alben, die allerdings nur wenig Aufmerksamkeit erhielten, wohl auch wegen des relativ experimentellen Stils. 1995 kam es bereits zu einem größeren Besetzungswechsel, nur Frontman Zampaglione verblieb in der Gruppe. Unter den neuen Bandmitgliedern war nun auch dessen Bruder, Francesco Zampaglione. Für das nächste Album wechselte Tiromancino zu Virgin Records (EMI) und arbeitete mit dem Musiker und Produzenten Riccardo Sinigallia zusammen. Mit dem Lied Strade ging die Band beim Sanremo-Festival 2000 ins Rennen und erreichte den zweiten Platz in der Newcomer-Kategorie. Im Anschluss erschien das Album La descrizione di un attimo, das die Top 10 der italienischen Albumcharts erreichte. 
Das Lied Due destini fand 2001 Eingang in den Soundtrack des Films Die Ahnungslosen von Ferzan Özpetek und entwickelte sich zur Hymne des italienischen Gay Pride in jenem Jahr. Noch im selben Jahr kam es erneut zu einem vollständigen Besetzungswechsel rund um Federico Zampaglione. In neuer Besetzung nahm die Gruppe 2002 das neue Album In continuo movimento auf. Die erste Single daraus, Per me è importante, war ein großer Erfolg und erreichte die Spitze der Singlecharts. Auf dem Album war auch ein Duett mit der Sanremo-Siegerin des Vorjahres, Elisa, zu hören. Auch das folgende Album Illusioni parallele, das 2004 erschien, war sehr erfolgreich. Darauf war ein Duett mit Manuel Agnelli zu hören. Nach der Veröffentlichung einer Kompilation 2005 kam es zu einem weiteren Besetzungswechsel.
Im Jahr 2007 debütierte Federico Zampaglione als Regisseur mit dem Film Nero bifamiliare, während der Soundtrack dazu von Tiromancino unter dem Titel L’alba di domani veröffentlicht wurde. Mit Il rubacuori kehrte die Band 2008 ohne größeren Erfolg zum Sanremo-Festival zurück; Kontroversen um das Lied führten jedoch zu einem Bruch mit EMI, weshalb das Livealbum Il suono dei chilometri anschließend beim unabhängigen Label Edel erschien. 2009 legte Zampaglione mit dem Film Shadow seine zweite Regiearbeit vor, gefolgt 2013 von Tulpa – Perdizioni mortali. Unterdessen veröffentlichte er mit der Band (in wieder neuer Besetzung) Ende 2010 das Album L’essenziale. 
Erst nach einem neuen Plattenvertrag mit einem Major-Label (Sony) und einem weiteren Besetzungswechsel (so kehrte etwa Francesco Zampaglione kurzzeitig zurück) konnte Tiromancino 2014 mit Indagine su un sentimento wieder an frühere Erfolge anknüpfen. 2015 ersetzte Fabio Verdini Francesco Zampaglione am Keyboard und die Band begann, an einem neuen Studioalbum zu arbeiten, das 2016 unter dem Titel Nel respiro del mondo erschien. Zwei Jahre später legte die Band das Album Fino a qui vor, auf dem sie ältere Lieder neu präsentiert, in Duetten mit u. a. Alessandra Amoroso, Tiziano Ferro oder Luca Carboni.

## Diskografie

### Alben
- Tiromancyno (RCA, 1992)
- Insisto (BMG Ricordi, 1994)
- Alone alieno (BMG Ricordi, 1995)
- Rosa spinto (Polydor, 1997)

| Jahr | Titel                       | Höchstplatzierung, Gesamtwochen, AuszeichnungChartsChartplatzierungen (Jahr, Titel, Platzierungen, Wochen, Auszeichnungen, Anmerkungen) | Anmerkungen             |
| Jahr | Titel                       | IT | Anmerkungen             |
| ---- | --------------------------- | --- | ----------------------- |
| 2000 | La descrizione di un attimo | IT10 (44 Wo.)IT | EMI                     |
| 2002 | In continuo movimento       | IT2 (28 Wo.)IT | EMI                     |
| 2004 | Illusioni parallele         | IT3 (35 Wo.)IT | EMI                     |
| 2005 | 95-05                       | IT7 (28 Wo.)IT | EMI Kompilation         |
| 2007 | L’alba di domani            | IT12 (30 Wo.)IT | EMI                     |
| 2008 | Il suono dei chilometri     | IT48 (11 Wo.)IT | Edel Livealbum          |
| 2010 | L’essenziale                | IT51 (3 Wo.)IT | Artist First            |
| 2014 | Indagine su un sentimento   | IT8 (21 Wo.)IT | Sony                    |
| 2016 | Nel respiro del mondo       | IT10 (10 Wo.)IT | Sony                    |
| 2018 | Fino a qui                  | IT3 Gold · (20 Wo.)IT | Sony Verkäufe: + 25.000 |
| 2021 | Ho cambiato tante case      | IT15 (2 Wo.)IT |                         |

### Singles (Auswahl)
| Jahr | Titel Album                                              | Höchstplatzierung, Gesamtwochen, AuszeichnungChartsChartplatzierungen (Jahr, Titel, Album, Platzierungen, Wochen, Auszeichnungen, Anmerkungen) | Anmerkungen                            |
| Jahr | Titel Album                                              | IT | Anmerkungen                            |
| ---- | -------------------------------------------------------- | --- | -------------------------------------- |
| 2002 | Per me è importante In continuo movimento                | IT1 Gold · (20 Wo.)IT | Verkäufe: + 25.000                     |
| 2007 | L’alba di domani                                         | — | Platz 16 (9 Wochen) der Downloadcharts |
| 2007 | Angoli di cielo L’alba di domani                         | — | Platz 43 (6 Wochen) der Downloadcharts |
| 2008 | Il rubacuori Il suono dei chilometri                     | IT12 (5 Wo.)IT |                                        |
| 2008 | Quasi 40 Il suono dei chilometri                         | IT37 (3 Wo.)IT |                                        |
| 2011 | Quanto ancora L’essenziale                               | IT75 (1 Wo.)IT |                                        |
| 2014 | Liberi Indagine su un sentimento                         | IT20 Gold · (13 Wo.)IT | Verkäufe: + 25.000                     |
| 2014 | Immagini che lasciano il segno Indagine su un sentimento | IT32 Gold · (21 Wo.)IT | Verkäufe: + 25.000                     |
| 2016 | Piccoli miracoli Nel respiro del mondo                   | IT93 (2 Wo.)IT |                                        |
| 2018 | Due destini (18th Anniversary) Fino a qui                | IT45 (1 Wo.)IT | feat. Alessandra Amoroso               |

Weitere Lieder
- La descrizione di un attimo (2000) – 2018: Platin (50.000+)[4]
- Noi casomai (2000) – 2021: Gold (35.000+)[4]

## Belege
1. 1 2  Tiromancino. In: Enrico Deregibus (Hrsg.): Dizionario completo della Canzone Italiana. Giunti, Mailand 2010, ISBN 978-88-09-75625-0, S. 442.
2. ↑  Gino Castaldo: “Io, censurato a Sanremo per la canzone sui licenziati”. In: Repubblica.it. 29. Januar 2008, abgerufen am 13. Dezember 2018.
3. ↑  Chartquellen (Alben):
  - Guido Racca & Chartitalia: Top 100 FIMI Album. Lulu, 2013, S. 177.
  - Alben von Tiromancino. In: Italiancharts.com. Hung Medien, abgerufen am 3. Januar 2022.
4. 1 2 3 4 5 6  Tiromancino, certificazioni. FIMI, abgerufen am 7. September 2020 (italienisch).
5. ↑  Chartquellen (Singles):
  - Guido Racca & Chartitalia: Top 100 FIMI Singoli. Lulu, 2013, S. 153.
  - Archivio classifiche Top Singoli. FIMI, abgerufen am 3. Januar 2022 (italienisch).
6. 1 2  Guido Racca & Chartitalia: Top 100 FIMI Singoli. Lulu, 2013, S. 182.